# Falcileptoneta amakusaensis
Falcileptoneta amakusaensis là một loài nhện trong họ Leptonetidae.
Loài này thuộc chi Falcileptoneta. Falcileptoneta amakusaensis được miêu tả năm 2005 bởi Irie & Ono.